# La leggenda del santo bevitore
La leggenda del santo bevitore (bra: A Lenda do Santo Beberrão; prt: A Lenda do Santo Bebedor) é um filme franco-italiano de 1988, do gênero drama, dirigido por Ermanno Olmi, com roteiro de Tullio Kezich e do próprio diretor baseado na obra Die Legende vom heiligen Trinker, de Joseph Roth. 

Foi selecionado como represente da Itália à edição do Oscar 1989, organizada pela Academia de Artes e Ciências Cinematográficas.[carece de fontes?]

## Sinopse
Velho dá uma esmola bem generosa a um mendigo alcoólatra, na condição de que ele devolva tudo na semana seguinte. O mendigo tenta gastar tudo em bebida, mas alguns milagres começam a acontecer.

## Elenco
- Rutger Hauer - Andreas Kartack
- Sandrine Dumas - Gabby
- Dominique Pinon - Woitech
- Anthony Quayle
- Sophie Segalen - Karoline
- Cécile Paoli
- Jean-Maurice Chanet - Daniel Kanjak
- Dalila Belatreche - Thérèse

## Prêmios e indicações
Festival de Veneza
- Venceu
  - Leão de Ouro: melhor filme[2]